# Croce aristata
Croce aristata is een insect uit de familie van de Nemopteridae, die tot de orde netvleugeligen (Neuroptera) behoort. 
Croce aristata is voor het eerst wetenschappelijk beschreven door Klug in 1838.